# Subeșantionare

Grafic al ratelor de eșantionare (axa y) față de frecvența limită superioară (axa x) pentru o bandă de lărgime 1; zonele gri sunt combinații care sunt „permise” în sensul că nicio pereche de două frecvențe din bandă nu se dedublează la aceeași frecvență. Zonele gri închis corespund subeşantionării cu valoarea maximă a lui n în ecuațiile acestei secțiuni.

În procesarea semnalelor, subeșantionarea sau eșantionarea trece-bandă/benzii de trecere este o tehnică în care se eșantionează un semnal cu bandă de trecere filtrată la o rată de eșantionare sub rata Nyquist obișnuită (jumătate din lărgimea de bandă a benzii de bază, altfel spus jumătate din frecvența de tăiere superioară), dar încă este posibilă reconstruirea semnalului.
Atunci când se eșantionează un semnal trece-bandă, eșantioanele sunt egale cu eșantioane ale unei dubluri de frecvență joasă a semnalului de frecvență înaltă. Asemenea subeșantionare mai este cunoscută și ca eșantionare trece-bandă, eșantionare armonică, eșantionare FI (frecvență intermediară) și conversie directă FI-numeric.

## Descriere
Semnalele cu valori reale au spectre Fourier cu simetrie în jur de zero. Adică, au un spectru de frecvență negativă care este o imagine în oglindă a spectrului de frecvență pozitivă. Eșantionarea efectiv preschimbă ambele părți ale spectrului cu multipli ai frecvenței de eșantionare. Criteriul pentru evitarea dedublării este ca niciuna dintre aceste copii preschimbate ale spectrului să nu se suprapună.
În cazul semnalelor trece-bandă (non-bandă de bază), cu limite de bandă joase și înalte fJ și fÎ respectiv, condiția pentru o rată a eșantioanelor acceptabilă este ca preschimbările benzilor de la fJ la fÎ și de la –fÎ la –fJ să nu se suprapună atunci când sunt preschimbate cu toți multiplii întregi ai ratei de eșantionare fe. Această condiție se reduce la constrângerea:
{\displaystyle {\frac {2f_{I}}{n}}\leq f_{e}\leq {\frac {2f_{J}}{n-1}}}, pentru un oarecare n satisfăcând: {\displaystyle 1\leq n\leq \left\lfloor {\frac {f_{I}}{f_{I}-f_{J}}}\right\rfloor }
Cel mai ridicat n pentru care condiția este satisfăcută conduce la cele mai joase rate de eșantionare posibile.
Semnale importante de acest fel includ semnalele de frecvență radio (FR) sau frecvența intermediară (FI) a radio.
Dacă n > 1, atunci condițiile rezultă în ceea ce este uneori referit ca subeșantionare, eșantionare trece-bandă, sau folosirea unei rate de eșantionare mai mică decât rata Nyquist 2fÎ obținută de la limita superioară a spectrului. A se vedea dedublare pentru o formulare mai simplă a acestui criteriu Nyquist, care specifică limita inferioară la rata de eșantionare (dar este incompletă deoarece nu specifică golurile de deasupra acelei limite, în care se va ivi dedublarea).  Alternativ, pentru cazul unei frecvențe de eșantionare date, formule mai simple pentru constrângerile asupra benzii spectrale a semnalului sunt date mai jos.

Spectru al benzii radio FM (88–108 MHz) și dublura/aliasul său de bandă de bază sub eșantionarea de 44 MHz (n = 5). Un filtru antidedublare/anti-alias strâns legat de banda radio FM este necesar, și nu este loc de stațiuni la canalele de expansiune învecinate, precum 87,9, fără dedublare.

Spectru al benzii radio FM (88–108 MHz) și dublura sa de bandă de bază sub eșantionarea de 56 MHz (n = 4), arătând destul loc pentru benzile de tranziție ale benzii de trecere a filtrului antidedublare. Imaginea în bandă de bază are frecvența inversată în acest caz (chiar și n).

Exemplu:  Să se considere radio FM (frecvență modulată) pentru ilustrarea ideii de subeșantionare.
În SUA, radio FM operează pe banda de frecvențe de la fJ = 88 MHz la  fÎ = 108 MHz. Lărgimea de bandă (L) este dată de {\displaystyle L=f}Î{\displaystyle -f_{J}=108\,\mathrm {MHz} -88\,\mathrm {MHz} =20\,\mathrm {MHz} }.
Condițiile de eșantionare sunt satisfăcute pentru
{\displaystyle 1\leq n\leq \lfloor 5,4\rfloor =\left\lfloor {108\ \mathrm {MHz}  \over 20\ \mathrm {MHz} }\right\rfloor }
Așadar, n poate fi 1, 2, 3, 4 sau 5.
Valoarea n = 5 dă cel mai jos interval de frecvențe de eșantionare {\displaystyle 43{,}2\,\mathrm {MHz} <f_{e}<44\,\mathrm {MHz} } iar acesta este un scenariu al subeșantionării. În acest caz, spectrul semnalelor se încadrează între 2 și 2,5 ori rata eșantionării (mai mare decât 86,4–88 MHz dar mai mic decât 108–110 MHz).
O valoare mai mică a lui n va conduce de asemenea la o rată de eșantionare utilă.  De exemplu, folosind n = 4, spectrul benzii FM se încadrează cu ușurință între 1,5 și 2,0 ori rata eșantionării, pentru o rată a eșantionării în jur de 56 MHz (multipli ai frecvenței Nyquist fiind 28, 56, 84, 112, etc.). A se vedea ilustrațiile din dreapta.
Atunci când se eșantionează un semnal din lumea reală, circuitul de eșantionare trebuie să fie destul de rapid pentru a captura cea mai înaltă frecvență a semnalului de interes. Teoretic, fiecare eșantion ar trebui luat pe durata unui interval infinitezimal de scurt, dar acest lucru nu este fezabil practic. În schimb, eșantionarea semnalului ar trebui făcută într-un interval destul de scurt astfel încât să poată reprezenta valoarea instantanee a semnalului cu cea mai înaltă frecvență. Aceasta înseamnă că în exemplul cu radio FM de mai sus, circuitul de eșantionare trebuie să fie capabil să capteze un semnal cu o frecvență de 108 MHz, nu 43,2 MHz. Deci, frecvența de eșantionare poate fi numai cu puțin mai mare de 43,2 MHz, însă lărgimea de bandă de intrare a sistemului trebuie să fie de cel puțin 108 MHz. Similar, acuratețea cronometrării eșantionării sau incertitudinea aperturii eșantionatorului, adesea convertorul analogic-numeric, trebuie să fie potrivite pentru frecvențele care sunt eșantionate la 108MHz, nu pentru cele eșantionate la rata joasă.
Dacă teorema eșantionării este interpretată ca necesitând de două ori cea mai înaltă frecvență, atunci s-ar presupune că rata de eșantionare necesară ar fi mai mare decât rata Nyquist de 216 MHz. Deși acest lucru satisface într-adevăr ultima condiție a ratei de eșantionare, este supraeșantionat grosolan.
De notat că dacă o bandă este eșantionată cu n > 1, atunci un filtru trece-bandă este necesar pentru filtrul antidedublare, în loc de un filtru trece-jos.
După cum s-a văzut, condiția normală a benzii de bază pentru eșantionarea reversibilă este ca X(f) = 0 în afara intervalului deschis:
{\displaystyle \left(-{\frac {1}{2}}f_{\mathrm {e} },{\frac {1}{2}}f_{\mathrm {e} }\right)},
și funcția de interpolare reconstructivă, sau răspunsul la impuls al filtrului trece-jos, este {\displaystyle \operatorname {sinc} (t/T)}.
Pentru acomodarea subeșantionării, condiția trece-bandă este ca X(f) = 0 în afara uniunii benzilor de frecvență pozitive și negative deschise
{\displaystyle \left(-{\frac {n}{2}}f_{\mathrm {e} },-{\frac {n-1}{2}}f_{\mathrm {e} }\right)\cup \left({\frac {n-1}{2}}f_{\mathrm {e} },{\frac {n}{2}}f_{\mathrm {e} }\right)} pentru un oarecare integru pozitiv {\displaystyle n\,},
ceea ce include și condiția normală a benzii de bază precum cazul n = 1 (cu excepția faptului că acolo unde intervalele se unesc la frecvența 0, pot fi închise).
Funcția de interpolare corespondentă este filtrul trece-bandă dat de această diferență a răspunsurilor la impulsurile trece-jos :
{\displaystyle n\operatorname {sinc} \left({\frac {nt}{T}}\right)-(n-1)\operatorname {sinc} \left({\frac {(n-1)t}{T}}\right)}.
Pe de altă parte, reconstrucția nu reprezintă de obicei scopul în cazul semnalelor FI sau FR eșantionate. Mai degrabă, secvența eșantioanelor poate fi tratată ca eșantioane obișnuite ale semnalului cu frecvența preschimbată la banda de bază apropiată, iar demodulația numerică poate înainta pe acea bază, recunoscând oglindirea spectrului când n este par.
Generalizări suplimentare ale subeșantionării, pentru cazul semnalelor cu benzi multiple și a semnalelor de peste domenii multidimensionale (spațiu sau spațiu-timp), sunt posibile și au fost elaborate în detaliu de către Igor Kluvánek.